# James F. Blake

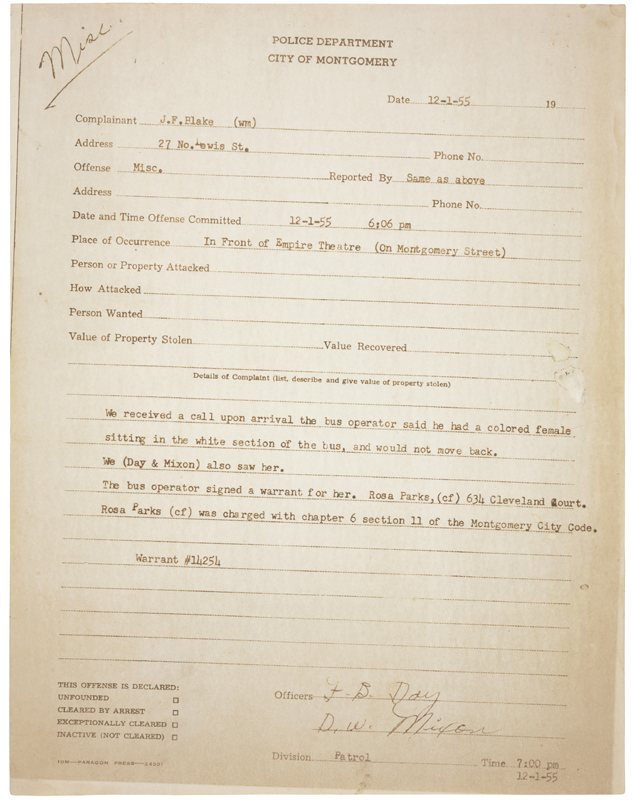
La prima pagina del verbale inerente all'arresto di Rosa Parks. Blake è indicato come denunciante e testimone.

James Fred Blake (Montgomery, 14 aprile 1912 – Montgomery, 21 marzo 2002) è stato un militare statunitense, famoso per essere stato il conducente d'autobus che, chiedendo a Rosa Parks di lasciare libero un posto per un passeggero bianco nel 1955 e vedendosi opporre un rifiuto, causò il boicottaggio dei bus a Montgomery, episodio cruciale nella storia del movimento per i diritti civili degli afroamericani.

## Biografia
Blake fu sorteggiato per il servizio militare il 23 dicembre 1943. Arruolamento e giuramento ebbero luogo a Ft. McClellan, Alabama. La sua scheda di arruolamento nell'esercito riporta che all'epoca era sposato, aveva frequentato un anno di liceo ed aveva pregresse esperienze lavorative come conducente di autobus, camion e trattori. Restò nell'esercito per cinque anni, combattendo anche in Europa durante la seconda guerra mondiale.
Dopo il congedo iniziò a lavorare a tempo pieno come conducente d'autobus per la Montgomery City Bus Lines, lavoro che svolse fino al 1974, anno in cuì andò in pensione e divenne membro della Morningview Baptist Church.

### Rosa Parks e Claudette Colvin
Nove mesi prima dell'arresto di Rosa Parks, una ragazza afroamericana di nome Claudette Colvin aveva avuto un'esperienza simile, venendo arrestata per non aver ceduto il posto a un passeggero bianco perché era incinta. Nel 1943, mentre si recava a registrarsi per il voto, Rosa Parks prese un autobus condotto da Blake, salendo dalla porta anteriore e pagando il biglietto. Mentre stava per sedersi, Blake le disse di scendere dal bus e risalire dalla porta posteriore, riservata ai neri, in quanto non era loro permesso salire dalla porta anteriore, riservata ai bianchi. La donna, indignata, scese ed aspettò il bus successivo, promettendosi che da quel momento in poi, ogni volta che avrebbe preso un autobus, avrebbe prestato attenzione all'autista e non sarebbe mai più salita su un mezzo guidato da Blake, sebbene la cosa notoriamente capitò dodici anni dopo.

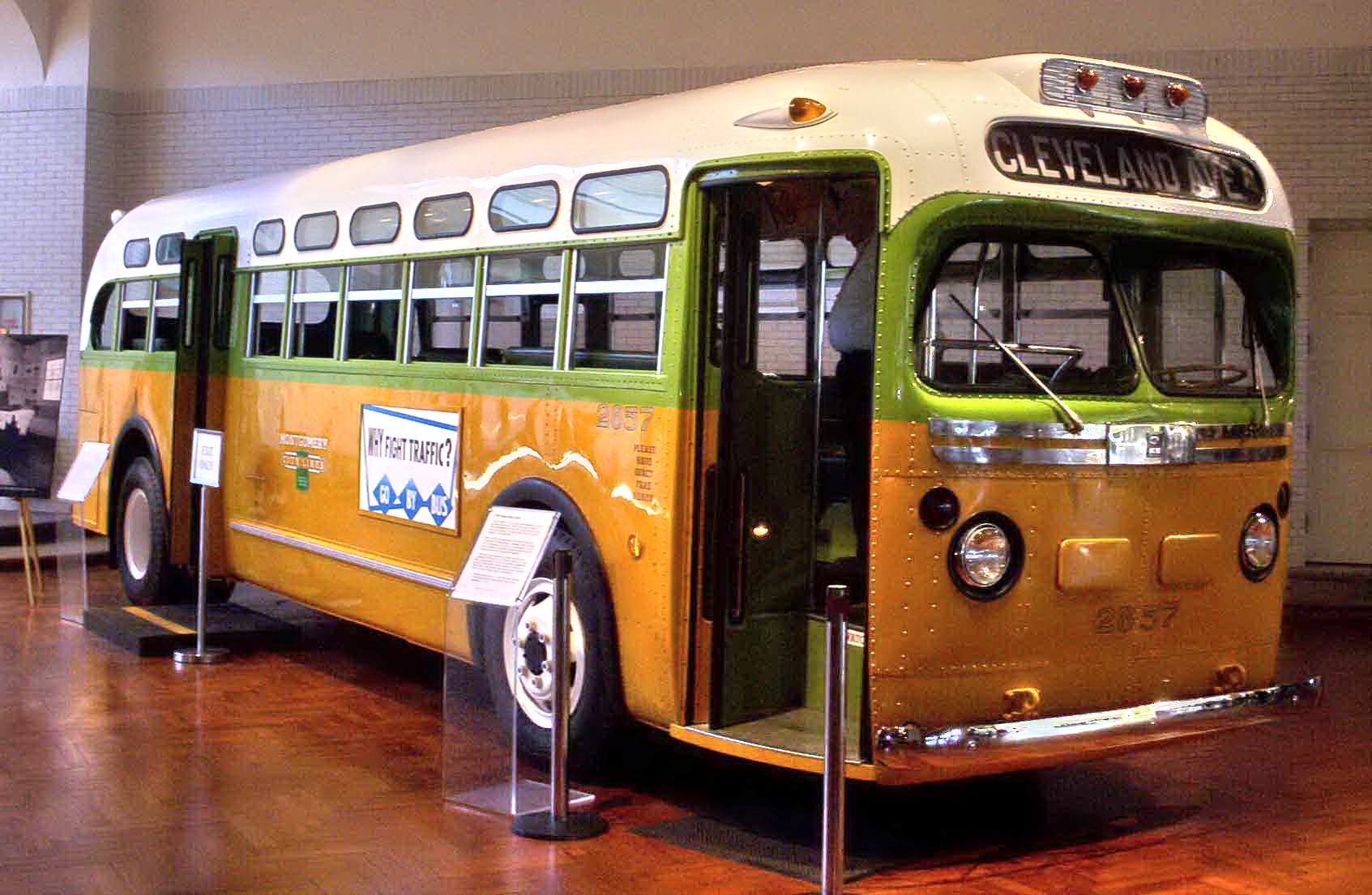
L'autobus guidato da Blake sul quale Rosa Parks rifiutò di spostarsi per cedere il posto ad un passeggero bianco, ora esposto all'Henry Ford Museum

Dodici anni dopo, il 1º dicembre 1955, i due si incontrarono ancora. Blake, che guidava il bus su cui la Parks era salita per fare ritorno a casa dopo il lavoro, una corsa diretta a Cleveland Avenue (vettura n. 2857), ordinò alla donna ed a tre altri passeggeri di colore di fare posto ad un uomo bianco appena salito, spostandosi in fondo alla vettura e lasciando liberi i posti in cui si erano sistemati, che facevano parte del settore al centro del mezzo, composto da posti accessibili sia ai neri che ai bianchi ma in cui i neri avevano l'obbligo di cedere il posto se un bianco lo reclamava; secondo il capitolo 6, sezione 11, del codice cittadino, i conducenti dei mezzi pubblici avevano la massima autorità sulle decisioni inerenti l'assegnamento dei posti in base al colore di pelle.
Secondo il racconto della Parks, Blake le disse: «Sarà meglio che vi sbrighiate e mi lasciate liberi quei posti». Quando lei rifiutò di spostarsi, Blake prima chiamò il suo superiore presso la compagnia di trasporto pubblico e gli chiese come comportarsi, sentendosi rispondere, secondo quanto da lui dichiarato: «L'hai avvertita, Jim? Se sì, falla scendere!». In seguito chiamò la polizia e firmò il verbale dell'arresto come testimone. La Parks, dopo l'arresto, dovette pagare una sanzione di 10 dollari, più altri 4 per le spese processuali. L'episodio portò al boicottaggio dei bus a Montgomery e alla causa Browder contro Gayle, che nel 1956 porterà all'abolizione della segregazione razziale sui mezzi di trasporto in Alabama.
Commentando gli eventi a posteriori, Blake dichiarò: «Non stavo cercando di fare nulla a quella donna se non il mio lavoro. Lei stava violando il codice cittadino, quindi cosa avrei dovuto fare? Quel dannato bus era sempre pieno e lei non voleva spostarsi dietro. Avevo le mie direttive da seguire. Ero un pubblico ufficiale, come qualsiasi altro autista della città, e dovevo far rispettare il codice. Così l'autobus era pieno e salì un uomo bianco, e lei si era seduta al suo posto e le dissi di spostarsi più dietro, ma lei non volle».

### Morte
Blake continuò a lavorare come autista d'autobus per la stessa compagnia (la Montgomery City Lines nel 1974 divenne Montgomery Area Transit System) per altri 19 anni, fino al pensionamento. Morì di infarto a 89 anni nella sua casa a Montgomery nel 2002. Lui e la moglie sono stati sposati per 68 anni. Commentando la notizia della morte dell'uomo, Rosa Parks (che sarebbe deceduta circa tre anni dopo) dichiarò: «Sono sicura che mancherà molto alla sua famiglia».

## Riferimenti nella cultura di massa
L'attore Sonny Shroyer interpretò Blake nel film tv The Rosa Parks Story del 2002; mentre Trevor White lo impersonò nel 2018 nell'episodio Rosa della serie televisiva britannica Doctor Who.